# Oswaldbach (Große Mittweida)
Der Oswaldbach ist ein etwa 9,5 km langer, rechter Zufluss der Großen Mittweida im sächsischen Erzgebirge.

## Geographie

### Verlauf
Der Oswaldbach entspringt auf 684 m ü. NN im Schleßwig (auch Großes Schwarzholz), einem vermoorten Waldgebiet unterhalb des Schwarzen Steins (706 m ü. NN) nordöstlich von Grünhain. Anders als die meisten Flüsse im sächsischen Erzgebirge verläuft er überwiegend in südlicher Richtung. Nach einigen hundert Metern tritt er in das Landschaftsschutzgebiet Oswaldtal ein. Im oberen Teil des Tals wird er von der Staatsstraße S 222 gequert. Hier am Glasberg existierte ein Dorf, das im Dreißigjährigen Krieg wüst fiel und die stählerne, 34,6 m hohe Flösselbrücke, eine Gitterbrücke der Bahnstrecke Zwönitz–Scheibenberg, überspannte das Tal, bis sie 1972 abgebaut wurde. Kurz danach fließt ihm von rechts der aus Grünhain kommende Fischbach zu und etwas weiter das Flössel. Anschließend durchfließt der Bach die Hammerwiesen, wo bereits im 13. Jahrhundert der Abts- bzw. Niklashammer Eisenerze verarbeitete. Bedingt durch härteren Muskovitschiefer verengt sich dann das Tal. Anschließend durchfließt er Waschleithe, wendet sich dann Richtung WSW und mündet im Schwarzenberger Ortsteil Wildenau in die Große Mittweida.

### Zuflüsse
- Fischbach (r)
  - Moosbach (l)
- Flössel (l)
- Schwarzenberger Wasser (l)
- Seifenbächel (r)
- Sudel (l)
- Sauerwiesenbächel (r)

## Name
Der Name leitet sich vom Schutzheiligen der Bergleute Sankt Oswald ab, nach dem auch die St.-Oswaldskirche, Waschleithe (Dudelskirche) benannt wurde.

## Wirtschaft
Der Oswaldbach und sein Einzugsgebiet wurde intensiv wirtschaftlich genutzt. Im Schleßwig gab es im 18. und 19. Jahrhundert zahlreiche Torfstiche. In manchen Jahren verdingten sich hier bis zu 200 sogenannte Sachsengänger aus dem nahen Böhmen. Für den Niklashammer wurde ein etwa 200 m langer Hammergraben angelegt, im Flössel wurde in früheren Zeiten Holz geflößt und im Seifenbach, der heute die Miniatur-Schauanlage Heimatecke durchfließt, wurde Zinn geseift. Auch die Fundgrube Osterlamm nutzte das Wasser eines vom Oswaldbach abgezweigten Kunstgrabens für ihr Pochwerk und die Erzwäsche. Seit Mitte des 19. Jahrhunderts wurde der Graben noch von der Brettmühle Osterlamm genutzt und Anfang des 20. Jahrhunderts von der Schleiferei und Pappenfabrik der Gebrüder Hübschmann, wo das Wasser, durch einen Stollen geleitet, auch zur Stromerzeugung genutzt wurde.